# Proteals
Les proteals (Proteales) són un ordre d'angiospermes del clade Eudicotyledoneae. Inclou entre d'altres, els arbres del gènere Platanus, molt comuns als carrers i avingudes dels Països Catalans.

## Història taxonòmica
El sistema Cronquist (1981), accepta aquest ordre i l'ubica dins la subclasse Rosidae en la classe Magnoliopsida (= dicotiledònies) i li assigna dues famílies:
- ordre Proteales

- família Elaeagnaceae
- família Proteaceae

El sistema APG II (2003), ubica l'ordre de les proteals dins el clade Eudicotyledoneae i li reconeix 2 (3) famílies:
- Ordre Proteales

- Família Nelumbonaceae
- Família Proteaceae [incloent-hi la família Platanaceae]*

*és opcional la segregació de la família citada.
El sistema APG III (2009), ubica l'ordre de les proteals dins el clade Eudicotyledoneae i li assigna 3 famílies:
- Ordre Proteales

- Família Nelumbonaceae
- Família Platanaceae
- Família Proteaceae

El sistema APG IV (2016), actualment en ús, ubica l'ordre de les proteals dins el clade Eudicotyledoneae i lo assigna 4 famílies:
- Ordre Proteales

- Família Sabiaceae
- Família Nelumbonaceae
- Família Platanaceae
- Família Proteaceae

## Exemples
Membres molt coneguts de l'ordre de les proteals són:
- Les plantes del gènere Protea, plantes emblemàtiques de l'Àfrica del Sud.
- El gènere Banksia d'Austràlia, un dels exemples més clars de radiació adaptativa entre les plantes.[5]
- Els arbres del gènere Platanus, molt comuns als carrers i avingudes de les nostres contrades.